# Forestville (Quebec)
Forestville é uma cidade localizada na província de Quebec no Canadá.